# Zale duplicata
Zale duplicata är en fjärilsart som beskrevs av Bethune 1856. Zale duplicata ingår i släktet Zale och familjen nattflyn. Inga underarter finns listade i Catalogue of Life.